# Cabussó orellut
El cabussó orellut o soterí a les Balears (Podiceps auritus) és una espècie d'ocell de la família Podicipediformes comuna a Europa. Es tracta d'un cabussó que d'adult posseeix una forma arrodonida, una coroneta plana i una falca groga-daurada darrera els ulls. Mesura poc més de 30 centímetres de longitud i 60 centímetres d'envergadura, i pesa 400 grams. Degut a la disminució de les seves poblacions, és considerada per la UICN una espècie amenaçada d'extinció a nivell mundial, amb la categoria de vulnerable (VU).
Es distribueix pel nord d'Europa i en una prima franja de la mar Adriàtica. Cria a Islàndia i al nord d'Escòcia en basses amb una mica de vegetació. A l'hivern, migra al nord-oest d'Europa, a estuaris fangosos i, rarament, a aigües interiors, com pantans.
El seu cant és en refilar agut, ràpid, tipus xiulet. A l'estiu sol ser silenciós.
Nia d'abril a juliol, posant quatre o cinc ous en un munt d'herbes subjectes a tiges de gramínies de gran port.
S'alimenta de peixos petits als quals captura cabussant-se. També menja, a l'estiu, insectes i crustacis actuat.